# Peachia
Peachia é um género de cnidários pertencentes à ordem Actiniaria, família Haloclavidae.

## Espécies
- Peachia boecki Danielssen & Koren, 1856
- Peachia carnea Hutton, 1879
- Peachia chiliensis Carlgren, 1931
- Peachia cylindrica (Reid, 1848)
- Peachia hastata Gosse, 1855
- Peachia hilli Wilsmore, 1911
- Peachia koreni McMurrich, 1893
- Peachia mira Carlgren, 1943
- Peachia neozealandica Carlgren, 1924
- Peachia neozelanica Carlgren, 1924
- Peachia parasitica (Agassiz, 1859)
- Peachia quinquecapitata McMurrich, 1913